# Gullegem Koerse 1974
De 26e editie van de Belgische wielerwedstrijd Gullegem Koerse werd verreden op 4 juni 1974. De start en finish vonden plaats in Gullegem. De winnaar was Ronald De Witte, gevolgd door Urbain De Brauwer en José Vanackere.

## Uitslag
| Gullegem Koerse 1974 |                   |                    |      |
| Plaats               | Naam              | Ploeg              | Tijd |
| Winnaar              | Ronald De Witte   | Flandria-Carpenter |      |
| 2                    | Urbain De Brauwer | Munck-Beck's       |      |
| 3                    | José Vanackere    | Flandria-Carpenter |      |

## Galerij

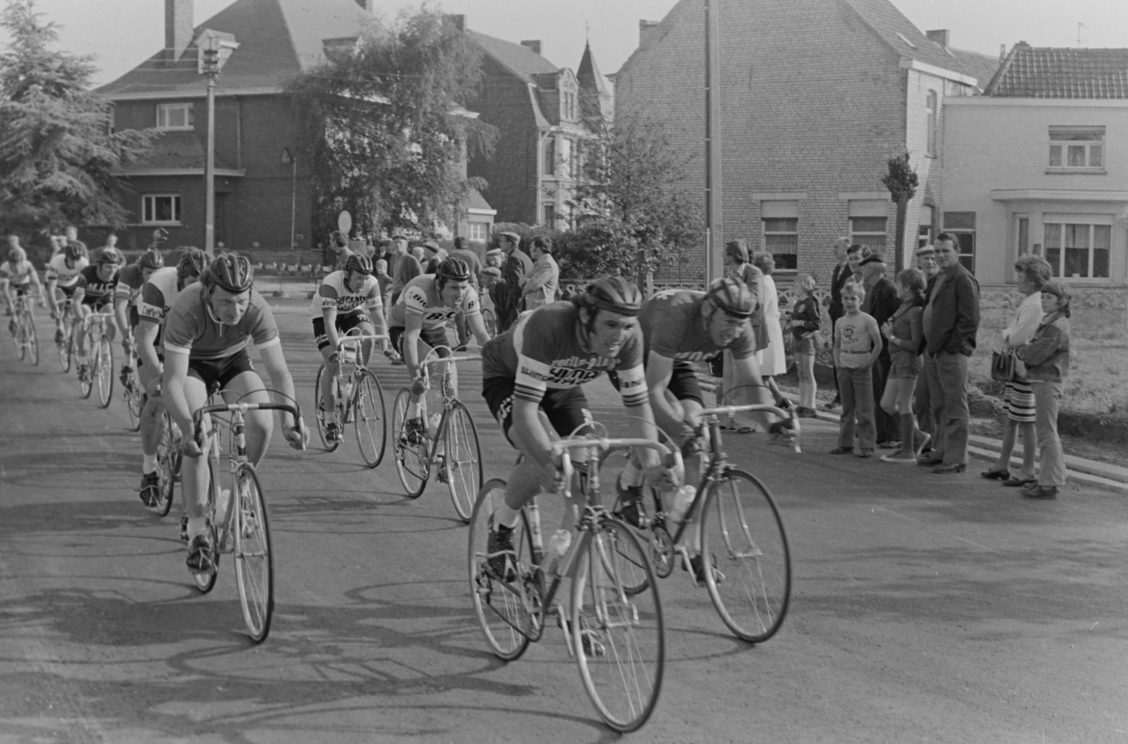
Het peloton doorkruist Gullegem tijdens Gullegem Koerse.
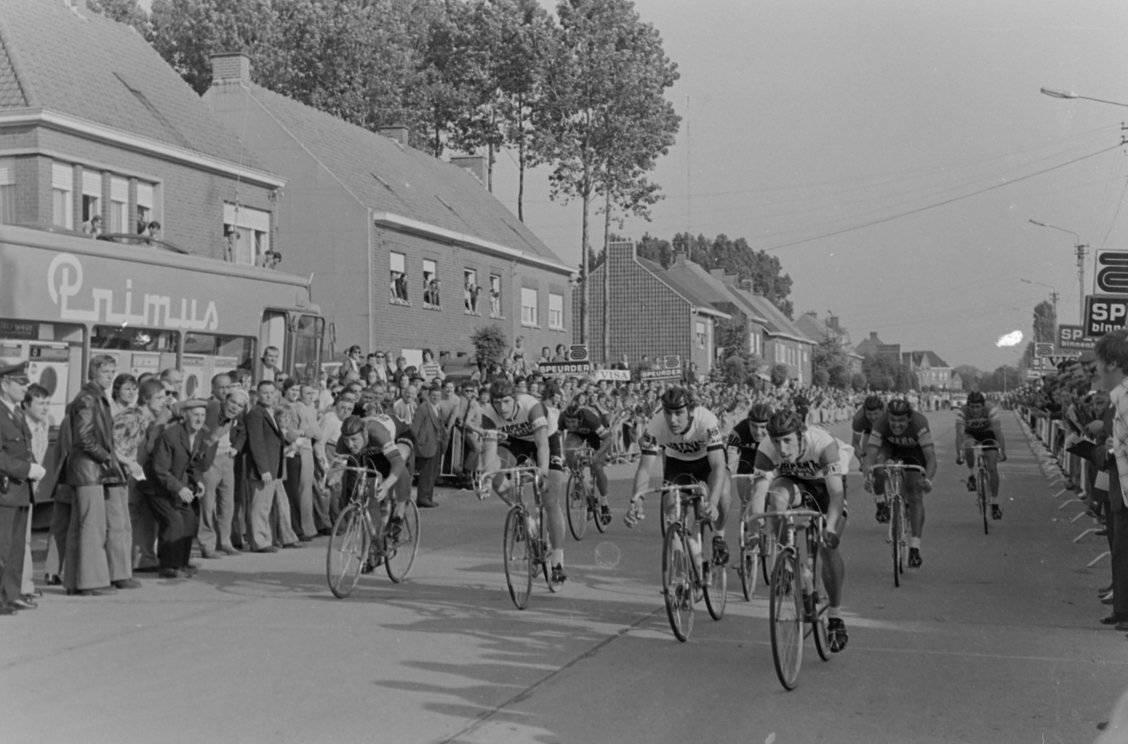
José Vanackere wint de sprint om de derde plaats.
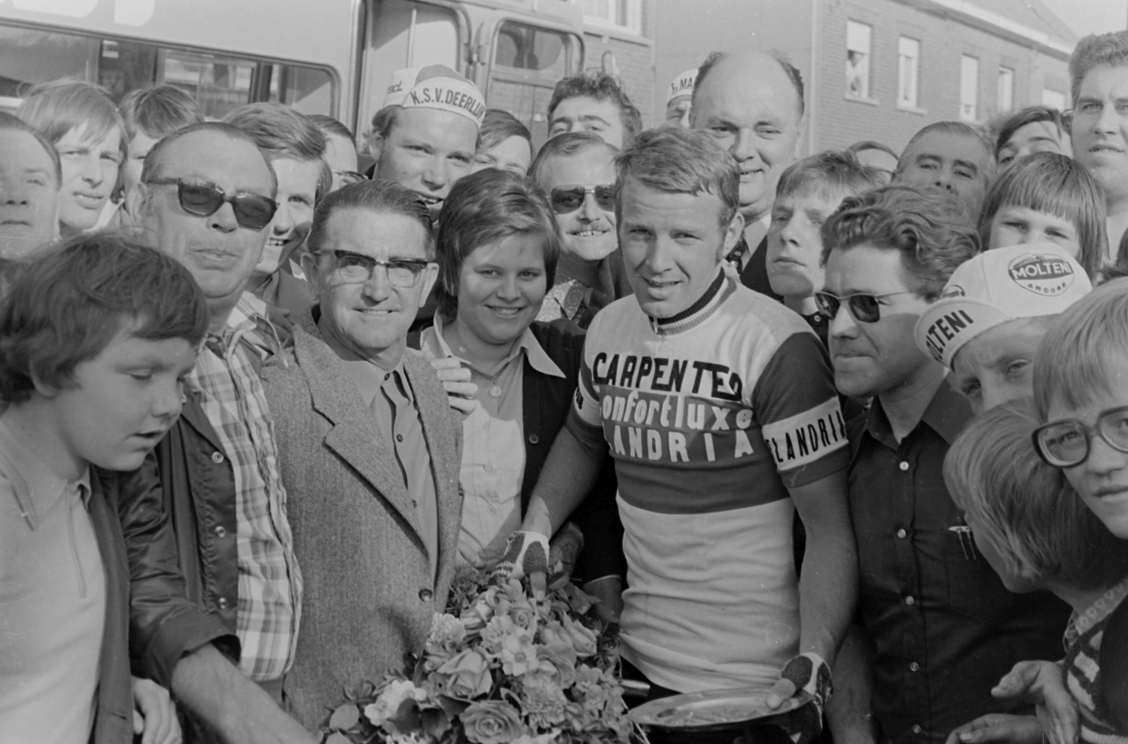
Ronny De Witte poseert na zijn overwinning.
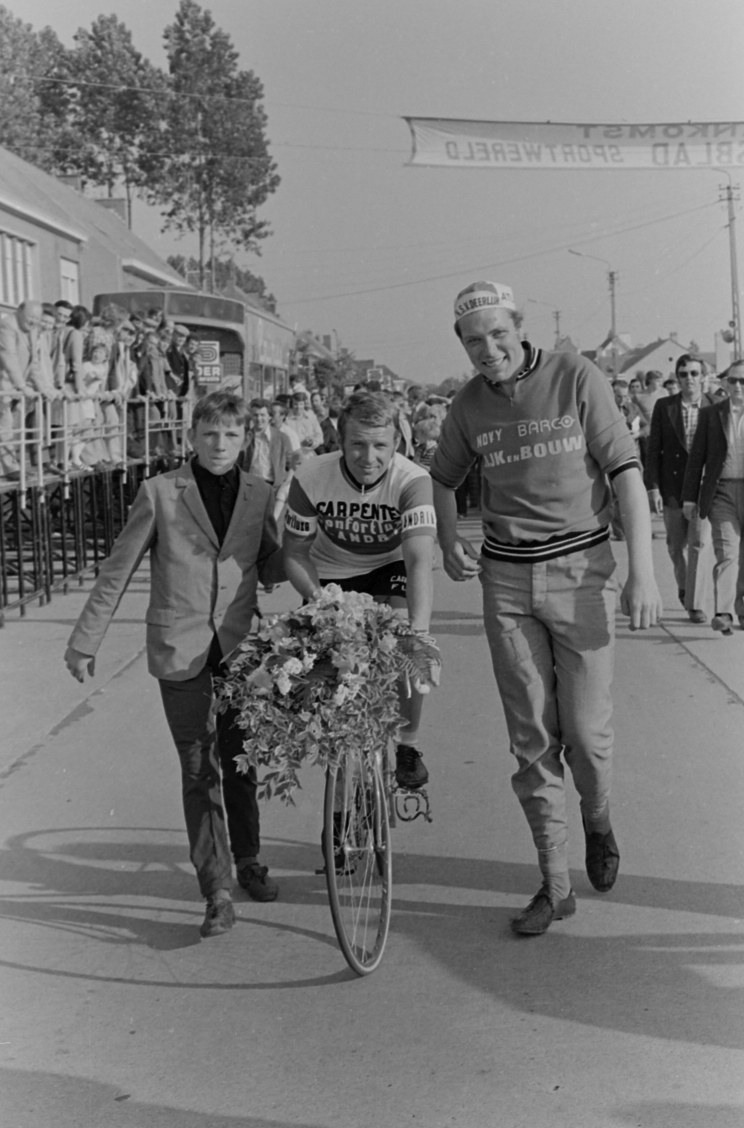
Ronald De Witte na zijn overwinning in Gullegem.

1942 · 1943 · 1944 · 1945 · 1946 · 1947 · 1948 · 1949 · 1950 · 1951 · 1952 · 1953 · 1954 · 1955 · 1956 · 1957 · 1958 · 1959 · 1960 · 1961 · 1962 · 1963 · 1964 · 1965 · 1966 · 1967 · 1968 · 1969 · 1970 · 1971 · 1972 · 1973 · 1974 · 1975 · 1976 · 1977 · 1978 · 1979 · 1980 · 1981 · 1982 · 1983 · 1984 · 1985 · 1986 · 1987 · 1988 · 1989 · 1990 · 1991 · 1992 · 1993 · 1994 · 1995 · 1996 · 1997 · 1998 · 1999 · 2000 · 2001 · 2002 · 2003 · 2004 · 2005 · 2006 · 2007 · 2008 · 2009 · 2010 · 2011 · 2012 · 2013 · 2014 · 2015 · 2016 · 2017 · 2018 · 2019 · 2020 · 2021 · 2022 · 2023 · 2024